# یابوونگ-رکاچه
یابوونگ-رکاچه (به لاتین: Jabłoń-Rykacze) یک روستا در لهستان است که در گمینا وسوکیه مازوویتسکیه واقع شده‌است.